# Arctic Race of Norway 2015
De 3e editie van de Arctic Race of Norway werd van 13 tot en met 16 augustus 2015 verreden. De start vond plaats in Harstad, de finish in Narvik. De ronde maakte deel uit van de UCI Europe Tour 2015, in de categorie 2.HC.  In 2014 won de Nederlander Steven Kruijswijk. Hij was deze editie niet aanwezig om zijn titel te verdedigen.

## Deelnemende ploegen
| WorldTour          | ProContinentaal                            | Continentaal         |
| ------------------ | ------------------------------------------ | -------------------- |
| Astana Pro Team    | Bora-Argon 18                              | Team Coop-Øster Hus  |
| BMC Racing Team    | Bretagne-Séché Environnement               | Team FixIT.no        |
| Team Giant-Alpecin | Cofidis                                    | Frøy-Bianchi         |
| IAM Cycling        | Cult Energy Pro Cycling                    | Team Joker           |
| Katjoesja          | Team Europcar                              | Ringeriks-Kraft Look |
| Lampre-Merida      | MTN-Qhubeka                                | Team Sparebanken Sør |
| Tinkoff-Saxo       | Team Novo Nordisk                          |                      |
|                    | Topsport Vlaanderen-Baloise                |                      |
|                    | Unitedhealthcare Professional Cycling Team |                      |

## Favorieten
Als favorieten werden Edvald Boasson Hagen, Ben Hermans, Alexander Kristoff, Ilnoer Zakarin, Mathias Frank, Rein Taaramäe, Louis Meintjes, Linus Gerdemann, Paul Voss en Martin Elmiger genoemd.

## Etappe-overzicht
| etappe | datum       | start     | finish    | type       | afstand | winnaar            | klassementsleider  |
| ------ | ----------- | --------- | --------- | ---------- | ------- | ------------------ | ------------------ |
| 1e     | 13 augustus | Harstad   | Harstad   | Vlakke rit | 210 km  | Alexander Kristoff | Alexander Kristoff |
| 2e     | 14 augustus | Evenskjær | Setermoen | Heuvelrit  | 155 km  | Sam Bennett        | Alexander Kristoff |
| 3e     | 15 augustus | Senja     | Målselv   | Vlakke rit | 175 km  | Ben Hermans        | Ben Hermans        |
| 4e     | 16 augustus | Narvik    | Narvik    | Vlakke rit | 160 km  | Silvan Dillier     | Rein Taaramäe      |

## Etappe-uitslagen

### 1e etappe
| Harstad - Harstad (210 km) |                      |                             |          |
| Plaats                     | Naam                 | Ploeg                       | Tijd     |
| Winnaar                    | Alexander Kristoff   | Katjoesja                   | 4u58'36" |
| 2                          | Edvald Boasson Hagen | MTN-Qhubeka                 | z.t.     |
| 3                          | Sam Bennett          | Bora-Argon 18               | z.t.     |
| 4                          | Niccolò Bonifazio    | Lampre-Merida               | z.t.     |
| 5                          | Michael Van Staeyen  | Cofidis                     | z.t.     |
| 6                          | Rasmus Guldhammer    | Cult Energy Pro Cycling     | z.t.     |
| 7                          | Amaury Capiot        | Topsport Vlaanderen-Baloise | z.t.     |
| 8                          | Martin Elmiger       | IAM Cycling                 | z.t.     |
| 9                          | Anthony Turgis       | Cofidis                     | z.t.     |
| 10                         | Sondre Holst Enger   | IAM Cycling                 | z.t.     |
|                            |                      |                             |          |
| 19                         | Floris Gerts         | BMC Racing Team             | z.t.     |

| Algemeen klassement |                      |                             |          |
| Plaats              | Naam                 | Ploeg                       | Tijd     |
| Blauwe trui         | Alexander Kristoff   | Katjoesja                   | 4u58'26" |
| 2                   | Edvald Boasson Hagen | MTN-Qhubeka                 | + 4"     |
| 3                   | Sam Bennett          | Bora-Argon 18               | + 6"     |
| 4                   | Niccolò Bonifazio    | Lampre-Merida               | + 10"    |
| 5                   | Michael Van Staeyen  | Cofidis                     | z.t.     |
| 6                   | Rasmus Guldhammer    | Cult Energy Pro Cycling     | z.t.     |
| 7                   | Amaury Capiot        | Topsport Vlaanderen-Baloise | z.t.     |
| 8                   | Martin Elmiger       | IAM Cycling                 | z.t.     |
| 9                   | Anthony Turgis       | Cofidis                     | z.t.     |
| 10                  | Sondre Holst Enger   | IAM Cycling                 | z.t.     |
|                     |                      |                             |          |
| 19                  | Floris Gerts         | BMC Racing Team             | z.t.     |

### 2e etappe
| Evenskjær - Setermoen (155 km) |                     |                                            |          |
| Plaats                         | Naam                | Ploeg                                      | Tijd     |
| Winnaar                        | Sam Bennett         | Bora-Argon 18                              | 3u41'05" |
| 2                              | Federico Zurlo      | Unitedhealthcare Professional Cycling Team | z.t.     |
| 3                              | Alexander Kristoff  | Katjoesja                                  | z.t.     |
| 4                              | Michael Kolář       | Tinkoff-Saxo                               | z.t.     |
| 5                              | Daniel McLay        | Bretagne-Séché Environnement               | z.t.     |
| 6                              | Floris Gerts        | BMC Racing Team                            | z.t.     |
| 7                              | Arman Kamysjev      | Astana Pro Team                            | z.t.     |
| 8                              | Michael Van Staeyen | Cofidis                                    | z.t.     |
| 9                              | Sondre Holst Enger  | IAM Cycling                                | z.t.     |
| 10                             | Oscar Landa         | Team Coop-Øster Hus                        | z.t.     |

| Algemeen klassement |                      |                             |          |
| Plaats              | Naam                 | Ploeg                       | Tijd     |
| Blauwe trui         | Alexander Kristoff   | Katjoesja                   | 8u39'26" |
| 2                   | Sam Bennett          | Bora-Argon 18               | + 1"     |
| 3                   | Edvald Boasson Hagen | MTN-Qhubeka                 | + 6"     |
| 4                   | Amaury Capiot        | Topsport Vlaanderen-Baloise | + 13"    |
| 5                   | Michael Van Staeyen  | Cofidis                     | + 15"    |
| 6                   | Niccolò Bonifazio    | Lampre-Merida               | z.t.     |
| 7                   | Sondre Holst Enger   | IAM Cycling                 | z.t.     |
| 8                   | Floris Gerts         | BMC Racing Team             | z.t.     |
| 9                   | Anthony Turgis       | Cofidis                     | z.t.     |
| 10                  | Jarl Salomein        | Topsport Vlaanderen-Baloise | z.t.     |

### 3e etappe
| Senja - Målselv (175 km) |                      |                 |          |
| Plaats                   | Naam                 | Ploeg           | Tijd     |
| Winnaar                  | Ben Hermans          | BMC Racing Team | 4u27'10" |
| 2                        | Rein Taaramäe        | Astana Pro Team | + 3"     |
| 3                        | Mathias Frank        | IAM Cycling     | + 10"    |
| 4                        | Silvan Dillier       | BMC Racing Team | + 14"    |
| 5                        | Dylan Teuns          | BMC Racing Team | + 17"    |
| 6                        | Ilnoer Zakarin       | Katjoesja       | + 20"    |
| 7                        | Louis Meintjes       | MTN-Qhubeka     | + 23"    |
| 8                        | Edvald Boasson Hagen | MTN-Qhubeka     | z.t.     |
| 9                        | Marcel Wyss          | IAM Cycling     | z.t.     |
| 10                       | Odd Christian Eiking | Team Joker      | + 28"    |
|                          |                      |                 |          |
| 21                       | Antwan Tolhoek       | Tinkoff-Saxo    | + 42"    |

| Algemeen klassement |                      |                         |           |
| Plaats              | Naam                 | Ploeg                   | Tijd      |
| Blauwe trui         | Ben Hermans          | BMC Racing Team         | 13u06'41" |
| 2                   | Rein Taaramäe        | Astana Pro Team         | + 7"      |
| 3                   | Edvald Boasson Hagen | MTN-Qhubeka             | + 24"     |
| 4                   | Silvan Dillier       | BMC Racing Team         | z.t.      |
| 5                   | Mathias Frank        | IAM Cycling             | + 25"     |
| 6                   | Dylan Teuns          | BMC Racing Team         | + 27"     |
| 7                   | Odd Christian Eiking | Team Joker              | + 38"     |
| 8                   | Rasmus Guldhammer    | Cult Energy Pro Cycling | + 40"     |
| 9                   | Ilnoer Zakarin       | Katjoesja               | + 41"     |
| 10                  | Marcel Wyss          | IAM Cycling             | + 42"     |
|                     |                      |                         |           |
| 22                  | Antwan Tolhoek       | Tinkoff-Saxo            | + 1'03"   |

### 4e etappe
| Narvik - Narvik (160 km) |                      |                         |          |
| Plaats                   | Naam                 | Ploeg                   | Tijd     |
| Winnaar                  | Silvan Dillier       | BMC Racing Team         | 3u35'18" |
| 2                        | Ilnoer Zakarin       | Katjoesja               | z.t.     |
| 3                        | Rein Taaramäe        | Astana Pro Team         | + 2"     |
| 4                        | Sven Erik Bystrøm    | Katjoesja               | + 40"    |
| 5                        | Rasmus Guldhammer    | Cult Energy Pro Cycling | + 42"    |
| 6                        | Antwan Tolhoek       | Tinkoff-Saxo            | z.t.     |
| 7                        | Odd Christian Eiking | Team Joker              | z.t.     |
| 8                        | Anthony Turgis       | Cofidis                 | z.t.     |
| 9                        | Mathias Frank        | IAM Cycling             | z.t.     |
| 10                       | Edvald Boasson Hagen | MTN-Qhubeka             | z.t.     |
|                          |                      |                         |          |
| 18                       | Ben Hermans          | BMC Racing Team         | + 1'36"  |

| Algemeen klassement |                      |                         |           |
| Plaats              | Naam                 | Ploeg                   | Tijd      |
| Blauwe trui         | Rein Taaramäe        | Astana Pro Team         | 16u42'02" |
| 2                   | Silvan Dillier       | BMC Racing Team         | + 8"      |
| 3                   | Ilnoer Zakarin       | Katjoesja               | + 31"     |
| 4                   | Edvald Boasson Hagen | MTN-Qhubeka             | + 1'02"   |
| 5                   | Mathias Frank        | IAM Cycling             | + 1'04"   |
| 6                   | Odd Christian Eiking | Team Joker              | + 1'17"   |
| 7                   | Rasmus Guldhammer    | Cult Energy Pro Cycling | + 1'19"   |
| 8                   | Anthony Turgis       | Cofidis                 | + 1'31"   |
| 9                   | Ben Hermans          | BMC Racing Team         | + 1'33"   |
| 10                  | Marcel Wyss          | IAM Cycling             | z.t.      |
|                     |                      |                         |           |
| 12                  | Antwan Tolhoek       | Tinkoff-Saxo            | + 1'42"   |

## Klassementenverloop
| Etappe | Algemeen klassement | Puntenklassement     | Bergklassement       | Jongerenklassement | Ploegenklassement       |
| ------ | ------------------- | -------------------- | -------------------- | ------------------ | ----------------------- |
| 1e     | Alexander Kristoff  | Alexander Kristoff 1 | Vegard Stake Laengen | Sam Bennett        | Cult Energy Pro Cycling |
| 2e     | Alexander Kristoff  | Alexander Kristoff 1 | August Jensen        | Sam Bennett        | Cult Energy Pro Cycling |
| 3e     | Ben Hermans         | Alexander Kristoff 1 | Håvard Blikra        | Silvan Dillier     | BMC Racing Team         |
| 4e     | Rein Taaramäe       | Alexander Kristoff 1 | August Jensen        | Silvan Dillier     | BMC Racing Team         |

- 1 De puntentrui werd in de tweede en derde etappe gedragen door  Edvald Boasson Hagen, die na de eerste etappe tweede en na de tweede etappe derde stond achter Kristoff.

## Eindklassementen
| Plaats      | Naam                 | Ploeg                   | Tijd      |
| ----------- | -------------------- | ----------------------- | --------- |
| Blauwe trui | Rein Taaramäe        | Astana Pro Team         | 16u42'02" |
| 2           | Silvan Dillier       | BMC Racing Team         | + 8"      |
| 3           | Ilnoer Zakarin       | Katjoesja               | + 31"     |
| 4           | Edvald Boasson Hagen | MTN-Qhubeka             | + 1'02"   |
| 5           | Mathias Frank        | IAM Cycling             | + 1'04"   |
| 6           | Odd Christian Eiking | Team Joker              | + 1'17"   |
| 7           | Rasmus Guldhammer    | Cult Energy Pro Cycling | + 1'19"   |
| 8           | Anthony Turgis       | Cofidis                 | + 1'31"   |
| 9           | Ben Hermans          | BMC Racing Team         | + 1'33"   |
| 10          | Marcel Wyss          | IAM Cycling             | z.t.      |
|             |                      |                         |           |
| 12          | Antwan Tolhoek       | Tinkoff-Saxo            | + 1'42"   |

| Plaats      | Naam               | Ploeg           | Punten |
| ----------- | ------------------ | --------------- | ------ |
| Groene trui | Alexander Kristoff | Team Katjoesja  | 28     |
| 2           | Sam Bennett        | Bora-Argon 18   | 27     |
| 3           | Silvan Dillier     | BMC Racing Team | 25     |
|             |                    |                 |        |
| 7           | Ben Hermans        | BMC Racing Team | 15     |
| 22          | Antwan Tolhoek     | Tinkoff-Saxo    | 5      |

| Plaats    | Naam           | Ploeg               | Punten |
| --------- | -------------- | ------------------- | ------ |
| Rode trui | August Jensen  | Team Coop-Øster Hus | 12     |
| 2         | Håvard Blikra  | Team Coop-Øster Hus | 12     |
| 3         | Krister Hagen  | Team Coop-Øster Hus | 8      |
|           |                |                     |        |
| 7         | Ben Hermans    | BMC Racing Team     | 4      |
| 14        | Antwan Tolhoek | Tinkoff-Saxo        | 2      |

| Plaats     | Naam                 | Ploeg           | Tijd      |
| ---------- | -------------------- | --------------- | --------- |
| Witte trui | Silvan Dillier       | BMC Racing Team | 16u42'10" |
| 2          | Odd Christian Eiking | Team Joker      | + 1'09"   |
| 3          | Anthony Turgis       | Cofidis         | + 1'23"   |
|            |                      |                 |           |
| 4          | Antwan Tolhoek       | Tinkoff-Saxo    | + 1'34"   |
| 6          | Dylan Teuns          | BMC Racing Team | + 1'59"   |

| Plaats | Ploeg           | Tijd      |
| ------ | --------------- | --------- |
| 1      | BMC Racing Team | 50u10'17" |
| 2      | IAM Cycling     | + 51"     |
| 3      | Astana Pro Team | + 1'22"   |

## Opgaves
- Gerd de Keijzer moest opgeven in de 1e etappe.
- Anders Norderhus Røe moest opgeven in de 1e etappe.
- Reinardt Janse van Rensburg startte niet in de 2e etappe.
- Halvord Tandrevold moest opgeven in de 2e etappe.
- Theo Bos moest opgeven in de 2e etappe.
- Guillaume Thévenot moest opgeven in de 3e etappe.
- Jayde Julius moest opgeven in de 4e etappe.
- Tom Bohli moest opgeven in de 4e etappe.
- Campbell Flakemore moest opgeven in de 4e etappe.
- Perrig Quéméneur moest opgeven in de 4e etappe.
- Angélo Tulik moest opgeven in de 4e etappe.
- Maxime Cam moest opgeven in de 4e etappe.
- Daniel McLay moest opgeven in de 4e etappe.
- Michael Kolář moest opgeven in de 4e etappe.
- Mário Costa moest opgeven in de 4e etappe.
- Bert Van Lerberghe moest opgeven in de 4e etappe.
- Otto Vergaerde moest opgeven in de 4e etappe.
- Jens Wallays moest opgeven in de 4e etappe.
- Jonas Ahlstrand moest opgeven in de 4e etappe.
- Adrien Petit moest opgeven in de 4e etappe.
- Andreas Erland moest opgeven in de 4e etappe.
- Robert Förster moest opgeven in de 4e etappe.
- Ken Hanson moest opgeven in de 4e etappe.
- Filip Eidsheim moest opgeven in de 4e etappe.
- Even Rege moest opgeven in de 4e etappe.
- Amund Grøndahl Jansen moest opgeven in de 4e etappe.
- Bjørn Tore Nilsen Hoem moest opgeven in de 4e etappe.
- Edwin Wilson moest opgeven in de 4e etappe.
- Joonas Henttala moest opgeven in de 4e etappe.